# Statut d'autonomie de la Catalogne de 2006
Pour les articles homonymes, voir Statut d'autonomie de la Catalogne.
Lire en ligne

boe.es

Statut de 1979
La loi organique 6/2006, du 19 juillet, de réforme du statut d'autonomie de la Catalogne (en catalan : Llei orgànica 6/2006, de 19 de juliol, de reforma de l'Estatut d'autonomia de Catalunya, en espagnol : Ley Orgánica 6/2006, de 19 de julio, de reforma del Estatuto de Autonomía de Cataluña, en occitan : Lei organica 6/2006, de 19 de julhet, de reforma de l'Estatut d'autonomia de Catalonha), plus couramment appelée statut d'autonomie de la Catalogne (en catalan : Estatut d'Autonomia de Catalunya, en espagnol : Estatuto de autonomía de Cataluña, en occitan : Estatut d'Autonomia de Catalonha) est une loi organique espagnole qui constitue le statut d'autonomie de la communauté autonome de la Catalogne.
Il est parfois appelé statut de Miravet, en référence à la ville de Miravet, où se réunissaient les parlementaires catalans qui ont participé à la rédaction du projet de statut. Par dérision, il est également surnommé statut de la Moncloa, pour souligner que c'est dans la résidence du président du gouvernement espagnol, à La Moncloa, que le texte a été finalement négocié.
Le statut de la Catalogne accorde l'autonomie à la communauté autonome de Catalogne. Il fixe les compétences du gouvernement régional et de l'État espagnol. 
Le statut actuel s'inscrit dans la continuité de statuts précédents : le premier, rédigé sous la Seconde République espagnole en 1932, resta en vigueur jusqu'en 1939 et la chute de la Catalogne, lors de la guerre d'Espagne. Le second, appliqué à partir de 1979, dans le contexte de la Transition démocratique, resta en vigueur jusqu'en 2006. La proposition d'un nouveau statut d'autonomie, approuvée par le Parlement de Catalogne le 30 septembre 2005, fut transmis au Congrès des députés, où il fut accepté le 30 mars 2006, puis au Sénat, où il fut approuvé le 10 mai 2006. Un référendum tenu en Catalogne le 18 juin 2006 confirma le texte, qui fut promulgué par le roi Juan Carlos et publié par la loi organique 6/2006 du 19 juillet 2006. Le statut actuel est en vigueur depuis le 9 août 2006.

## Contexte historique

### Les précédents statuts d'autonomie en Catalogne

#### Statut de Núria en 1932
À la suite de l'abdication d'Alphonse XIII en avril 1931 et à la mise en place de la Seconde République espagnole, la Généralité de Catalogne, institution disparue depuis les décrets de Nueva Planta au XVIIIe siècle est recréée. Son président, Francesc Macià, favorise la rédaction d'un projet de statut d'autonomie, rédigé par un groupe d'hommes politiques et de juristes de diverses tendances républicaines, socialistes et nationalistes à Núria. Cet avant-projet est approuvé par 99 % des électeurs catalans le 2 août 1931, mais les tensions entre les députés des Cortes espagnoles autour de cet avant-projet provoquent des débats houleux. Finalement, un texte considérablement modifié est approuvé par les Cortes espagnoles le 9 septembre 1932. 
Le statut dispose que la Catalogne est « une région autonome au sein de l'État espagnol ». Il confère une autonomie substantielle à la Catalogne : la Généralité était dorénavant composée d'un Parlement, un président et un conseil exécutif. Le catalan est reconnu comme langue officielle, au même titre que l'espagnol. La Généralité doit accepter le partage des compétences avec l'État dans les domaines de l'enseignement et du maintien de l'ordre public.
Les élections générales de 1933 donnent la victoire, en Catalogne, à l'ERC, mais ce sont les radicaux de droite du Parti républicain radical (PRR) et la Confédération espagnole des droites autonomes (CEDA), et leurs alliés catalan de la Ligue régionaliste qui l'emportent au niveau national. La nouvelle chambre est beaucoup plus hostile aux prétentions catalanes que la précédente et les conflits se multiplient entre le gouvernement espagnol et la Généralité. En 1934, la controversée loi sur les contrats de culture (Ley de Contratos de Cultivo ) provoque une crise majeure : le 6 avril 1934, le président de la Généralité, Lluís Companys proclame l'« État catalan au sein de la République fédérale espagnole », mais il est arrêté dès lendemain, tandis que le statut d'autonomie de la Catalogne est suspendu.
À la suite des élections générales du 16 février 1936 et à la victoire du « Front des gauches » (Front d’Esquerres, le statut est rétabli et la Généralité restaurée. Cependant, le déclenchement de la guerre d'Espagne, puis la conquête de la Catalogne par les troupes nationalistes permettent au général Franco d'abolir définitivement le statut en janvier 1939).

#### Le statut d'autonomie de 1979
Le 15 juin 1977, les élections démocratiques sont remportées, en Catalogne, par les communistes du Parti socialiste unifié de Catalogne (PSUC) et les socialistes du Parti socialiste catalan (PSC). Le gouvernement espagnol d'Adolfo Suárez accède à plusieurs revendications : il rétablit une Généralité provisoire et rappelle d'exil le président de la Généralité en exil, Josep Tarradellas. Dans le même temps, l'élaboration d'un projet de statut est confiée à un groupe de députés et sénateurs élus dans les circonscriptions catalanes. Les principaux protagonistes de cette Commission des Vingt, réunie à l'hôtel Parador de Vilanova de Sau sont Miquel Roca (Convergence démocratique de Catalogne), Jordi Solé Tura (PSUC), Eduardo Martín Toval (PSC) et Laureano López Rodó (Alliance populaire).
Le texte du projet de statut est approuvé le 25 octobre 1979 en référendum par une majorité de 88,1 % des électeurs catalans. Il est ensuite ratifié par les Cortes espagnoles le 29 novembre 1979, puis le 12 décembre par le Sénat. Le 18 décembre 1979, le roi Juan Carlos promulgue le statut de la Catalogne, qui est publié au Journal officiel de la Généralité de Catalogne le 31 décembre 1979.
Le statut définissait la Catalogne comme une « nationalité », dont le catalan, reconnu comme « langue propre » était la langue officielle avec l'espagnol. Le statut plaçait la Généralité de Catalogne, composée d'un Parlement et d'un Conseil exécutif présidé par le président de la Généralité, comme l'institution chargée de gouverner la Catalogne. Le statut délimitait également les compétences exercées par l'État espagnol et celles attribuées à la Généralité. Celle-ci obtint de larges pouvoirs dans les domaines linguistiques, culturels et éducatifs, mais aussi administratifs et fiscaux.

### Le contexte réformateur au début des années 2000
En 2003, la réforme du statut est d'abord conçue comme une simple rénovation de certains aspects du texte de 1979. Il s'agit principalement d'étendre les domaines de compétence de la Généralité et d'inclure des textes législatifs antérieurs. Ce changement est impulsé par le gouvernement catalan, soutenu par le Parti des socialistes de Catalogne (PSC-PSOE), Iniciativa per Catalunya-Verds (IC-V) et Esquerra Republicana de Catalunya (ERC), partis vainqueurs des élections catalanes du 16 novembre 2003. 
Les élus catalans bénéficient du soutien du candidat socialiste à la présidence du gouvernement espagnol, José Luis Rodríguez Zapatero. Par le pacte du Tinell, en décembre 2003, les trois forces politiques catalanes se mettent d'accord pour former un gouvernement d'union, afin de procéder à la réforme du statut. Un an plus tard, en novembre 2004, le président de la Généralité, Pasqual Maragall et les partis représentés au Parlement de Catalogne, réunis à Miravet, se mirent d'accord sur des bases communes de discussion. Même le Parti populaire de Catalogne se joint à la commission de rédaction, bien que cette modification du statut ne fasse pas partie de son programme électoral.
Un accord est rapidement trouvé entre le PSC, ERC et IC-V, mais aussi Convergence et Union (CiU), sur des sujets tels que la définition de la Catalogne comme une nation, le renforcement de la co-officialité de l'espagnol et du catalan, ou la création d'une circonscription catalane pour les élections au Parlement européen. Mais d'autres sujets, comme le financement de la Généralité, la laïcité dans l'enseignement et la réactivation des « droits historiques » de la Catalogne provoquent de profondes divisions qui font craindre un échec de la réforme.
Finalement, le président de la Généralité Pasqual Maragall et le chef de CiU Artur Mas concluent un accord sur la laïcité et le financement de la Généralité, la veille du vote sur le nouveau projet de statut au Parlement de Catalogne. Le statut est finalement adopté grâce aux 120 voix des élus du PSC, d'ERC et de IC-V, mais aussi de CiU, contre les 15 voix du Parti populaire.

### Débats et votes aux Cortes Generales (novembre 2005-mai 2006)
Le 2 novembre 2005, le Parti populaire dépose un recours en inconstitutionnalité devant le Tribunal constitutionnel espagnol, mais qui est rejeté par le Tribunal, considérant qu'un recours sur une loi non encore votée n'est pas recevable.
Le même jour débute un débat en séance plénière du Congrès des députés. Artur Mas (CiU), Manuela de Madre (PSC) et Josep-Lluís Carod-Rovira (ERC), représentant le Parlement de Catalogne, et le président du gouvernement José Luis Rodríguez Zapatero s'expriment en faveur de l'adoption d'un nouveau statut. La proposition d'un nouveau statut est adoptée par 197 voix pour, 146 contre (uniquement des voix du Parti populaire) et une abstention, ce qui permet l'ouverture du débat sur le contenu du nouveau statut. La commission constitutionnelle du Congrès, présidée par l'ex-vice-président du gouvernement, Alfonso Guerra, charge une commission paritaire de membres du Parlement de Catalogne et de membres de la Commission constitutionnelle du Congrès d'examiner le texte du projet, avant de soumettre un avis au Congrès des députés.
Mais les quatre partis catalans ayant adopté le texte au Parlement de Catalogne sont incapables de se mettre d'accord. Les négociations se transforment en négociations bilatérales entre ces quatre partis et le PSOE. Le 21 janvier 2006, Rodríguez Zapatero et le chef de l'opposition catalane, Artur Mas, arrivent à un préaccord sur la définition de la Catalogne comme « nation » dans le nouveau statut et sur le mode de financement. Cet accord est rejeté par les nationalistes catalans, qui organisent le 18 février une manifestation.
Le nouveau statut est approuvé par le Congrès des Députés le 30 mars 2006 avec le soutien du Parti socialiste ouvrier espagnol (PSOE), de CiU, du Parti national basque (PNV), de la Gauche unie (IU), d'IC-V, du Bloc nationaliste galicien (BNG) et de la Coalition canarienne (CC), tandis qu'ERC et Eusko Alkartasuna s'abstiennent et que le PP vote contre. Le texte est transmis Sénat, qui l'adopte sans modification le 6 mai en Commission générale de communautés autonomes et en session plénière le 10 mai 2006.

### Campagne référendaire catalane et approbation du statut (mai-août 2006)
Lors de la campagne pour le référendum, l'ERC s'unit finalement au Parti populaire dans l'opposition au nouveau statut. L'ERC appelle à voter blanc avant d'opter pour le non, considérant le texte comme trop édulcoré par rapport à celui adopté par le Parlement catalan. Ce revirement entraîne l'annulation des accords tripartites pour le gouvernement de la Catalogne et l'exclusion des membres de l'ERC, le 11 mai 2006, et de l'exécutif catalan dirigé par Pasqual Maragall. Des élections anticipées sont également convoquées pour le 1er novembre 2006.
Le référendum a lieu le 18 juin 2006 : le « oui » l'emporte avec 73,23 % des suffrages, contre 26,72 % pour le « non » et 5,34 % ont voté blanc (bulletins nuls : moins de 1 %). L'ensemble des partis regrette toutefois le faible taux de participation, de 48,8 %. Le scrutin est néanmoins validé, le statut de 1979 ne prévoyant pas de taux de participation minimal pour les référendums locaux.
La promulgation de la loi organique du 19 juillet 2006 marque la fin du statut de 1979 et l'entrée en vigueur du nouveau statut le 9 août 2006.

## Recours contre le nouveau statut et débats (2006-2010)

### Les recours présentés au Tribunal constitutionnel (2006)
Le 31 juillet 2006, le PP présente une protestation officielle au Tribunal constitutionnel espagnol contre le nouveau statut de la Catalogne. C'est pratiquement la moitié des articles du statut qui sont mis en question. Le PP conteste même des articles qui existent dans d'autres statuts d'autonomie espagnols. 
Le 19 septembre 2006, c'est au tour du défenseur du peuple, Enrique Múgica, de contester certains articles du nouveau statut d'autonomie de la Catalogne. 
Entre le 25 septembre et le 20 octobre 2006, les gouvernements des communautés autonomes espagnoles des Baléares et de Valence, tenus par le PP, ainsi que de l'Aragon, aux mains du PSOE, protestent contre les aspects du nouveau statut relatifs aux Archives de la Couronne d'Aragon. Les communautés de La Rioja et de Murcie, tenues par le PP, refusent par ailleurs les dispositions prises par la Catalogne vis-à-vis du cours de l'Èbre et des financements affectés à son entretien.

### Les polémiques au Tribunal constitutionnel
Le Tribunal est composé de membres dits « conservateurs », proches du PP, et de membres « progressistes », proches du PSOE. Les débats qui agitent le Tribunal durant pas moins de quatre ans reflètent la lutte d'influence que se livrent les deux grands partis espagnols. En février 2007, le PP demande que la présidente du Tribunal constitutionnel, María Emilia Casas, soit récusée, du fait que son mari a participé à la rédaction d'un rapport sur la conformité du texte à la Constitution. Le 3 décembre, le Tribunal refuse cette récusation à l'unanimité. Un autre membre du Tribunal constitutionnel est lui aussi victime d'une campagne visant à le destituer et il est poussé à la démission. En 2008, Roberto García-Calvo meurt : les tensions autour de la nomination de son remplaçant étant trop grandes, son poste reste vacant. Le Tribunal constitutionnel, dont les travaux avancent lentement, est fortement critiqué.

### Tensions autour de la mise en œuvre du statut
Malgré les problèmes juridiques liés au statut restés en suspens, la Généralité de Catalogne entend commencer sa mise en application. Elle négocie dans ce but un accord sur le financement, afin de résoudre la question du déficit chronique de la Catalogne. En juillet 2009, elle parvient à un accord avec le gouvernement espagnol.
Le transfert de compétences au profit de la Généralité est également régulièrement ajourné. En 2009, seules 9 domaines de compétences sur les 40 prévus par le statut d'autonomie ont été transférés par l'État espagnol à la Généralité.
En juillet 2009, le Parlement de Catalogne approuve une nouvelle loi sur l'éducation. En décembre 2009 est réformée la fonction de défenseur du peuple de Catalogne (Síndic de Greuges de Catalunya).

### La décision du Tribunal constitutionnel (2010)
Dans un arrêt rendu le 28 juin 2010, le Tribunal constitutionnel annule 14 des articles du statut d'autonomie, sur un total de 223,, à la requête du Parti populaire.
Son rapport, qui reconnaît la Catalogne comme une nation mais refuse que le catalan soit la langue de référence des administrations publiques, est approuvé par la réunion plénière du Tribunal le 28 juin.
Les juges ont notamment estimé anticonstitutionnelles :
- l'inscription du concept de « nation catalane » dans le statut d'autonomie, tout en lui reconnaissant une valeur historique et culturelle ;
- la définition du catalan comme langue ayant un caractère préférentiel sur l'espagnol, tout en acceptant son caractère obligatoire dans l'enseignement ;
- l'institution d'une autorité de tutelle catalane sur les juridictions sises sur le territoire de la communauté autonome de Catalogne.

### Les réactions populaires en Catalogne (2010)

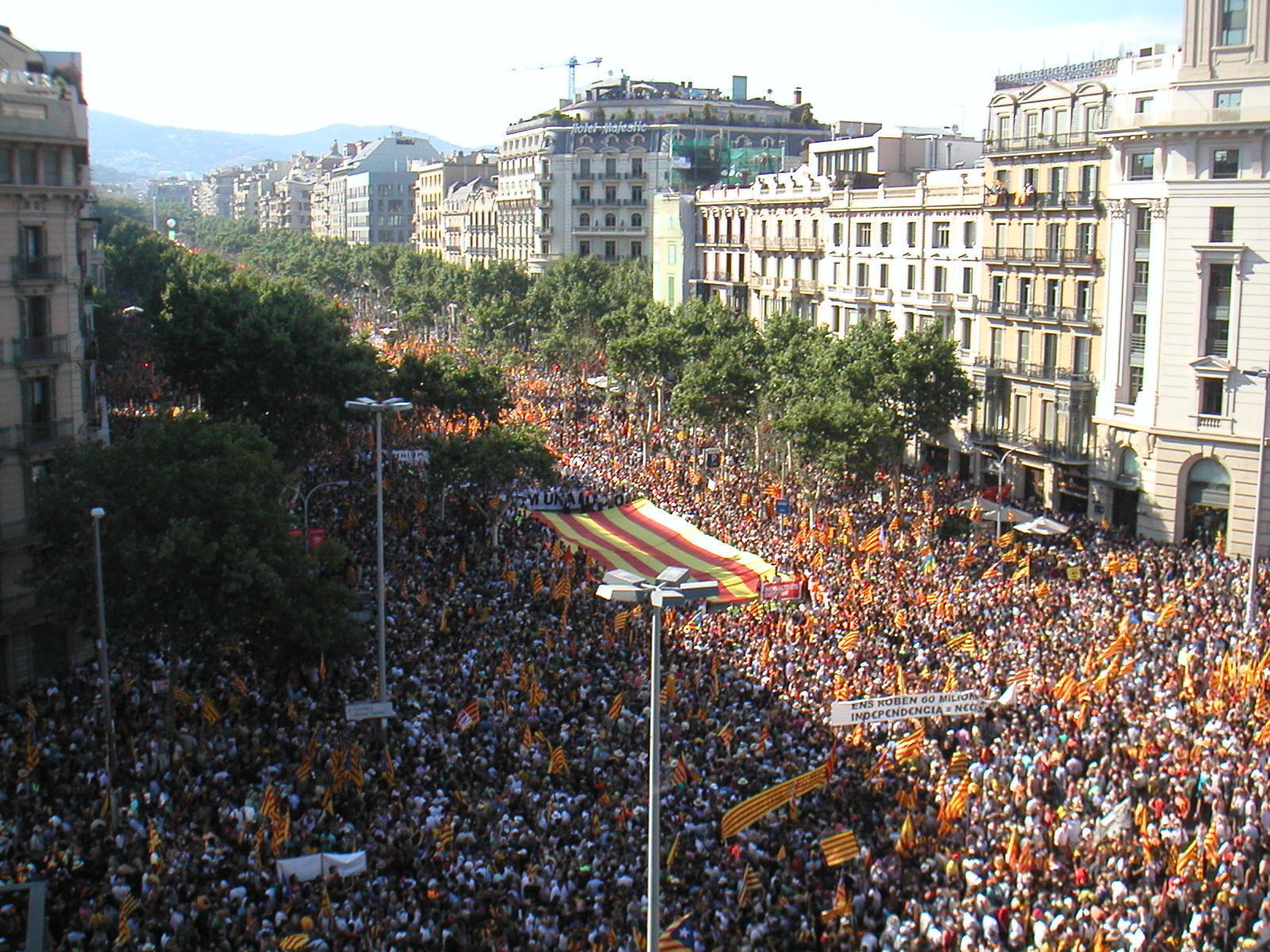
Manifestation "Som una nació. Nosaltres decidim" du 10 juillet 2010 (Passeig de Gràcia, Barcelone).

La décision du Tribunal constitutionnel entraîne de vives protestations en Catalogne, qui culminent avec l'organisation d'une marche de protestation,, à Barcelone, le 10 juillet 2010, à l'initiative d'Òmnium Cultural, association proche des indépendantistes et qui assure la promotion de la langue et de l'identité catalanes. Cette manifestation, connue sous le nom de "Som una nació. Nosaltres decidim" et soutenue par la majorité des partis politiques catalans, à l'exception, entre autres, de la branche catalane du Parti populaire, réunit, selon la police municipale de Barcelone, plus d'un million de personnes et un million et demi de personnes selon les organisateurs,,. Cette manifestation est considérée par ses organisateurs comme plus importante en nombre de participants que celle du 11 septembre 1977, lors de la Transition démocratique espagnole, à Barcelone, qui était jusque-là considérée comme la plus grande de toute l'histoire de la Catalogne.

## Dispositions générales

### Symboles

#### Le caractère national
Dans l'article 8 du premier texte du préambule, approuvé en 2006, la Catalogne était définie comme une « nation », qui correspond au sentiment et à la volonté du peuple catalan, et qui est reconnue comme ayant une « réalité nationale », même si elle est encore définie dans la Constitution espagnole seulement comme une « nationalité ».
La question de l'inconstitutionnalité de ce préambule s'est rapidement posée, car il ne correspondrait pas à l'article 2 de la Constitution espagnole. Il semble mettre à mal « l'indissoluble unité de la Nation espagnole, patrie commune et indivisible de tous les Espagnols » qui y est affirmée. C'est à ce titre que le préambule est raccourci par la décision du Tribunal constitutionnel en 2010.
D'un point de vue juridique, la constitutionnalité du préambule est défendue par certains juristes, tels que Carles Viver i Pi-Sunyer, ancien magistrat du Tribunal constitutionnel et professeur de droit constitutionnel, dans la mesure où, comme préambule, il n'a pas de valeur juridique contraignante, et se résume à un exposé des motifs et des considérations. Le problème serait donc de nature politique, et non juridique.

#### La langue
Le statut de 2006 renforce clairement la position du catalan, reconnue comme « langue propre » de la Catalogne. La connaissance du catalan est rendue obligatoire, au même titre que celle de l'espagnol. Il est rendu également possible d'adresser des requêtes aux organes centraux de l'État espagnol en catalan, comme au Tribunal constitutionnel, au Tribunal suprême ou aux Cortes Generales. Le catalan est également reconnu comme langue officielle de la Catalogne, tout comme l'espagnol. Certains droits, liés à la promotion à la coofficialité du catalan, et qui n'étaient garantis jusque là que par des lois régionales, sont également introduits dans le statut.
Cependant, à la suite de la décision du Tribunal constitutionnel du 28 juin 2010, le catalan n'obtient pas d'être la « langue préférée » de l'administration catalane et des moyens de communication publics.

#### Les droits historiques
La Généralité de Catalogne est chargée de garantir les droits civils, linguistiques, culturels et éducatifs de la population de Catalogne. Ces « droits historiques » sont pris comme le fondement du gouvernement autonome de la Catalogne. Dans la pratique, il s'agit de fonder l'autonomie catalane non sur un contrat passé avec l'État espagnol et la Constitution espagnole, mais sur ces « droits historiques » des Catalans.

### Institutions du gouvernement autonome
Le pouvoir législatif est incarné par le Parlement de Catalogne (Parlament de Catalunya), le pouvoir exécutif par le Conseil exécutif.

#### Défenseur du peuple
Par la décision du Tribunal constitutionnel du 28 juin 2010, le Défenseur du peuple catalan (en catalan : Síndic de Greuges) se voit refuser le droit de superviser seul les organes administratifs de Catalogne.

### Pouvoir judiciaire
En matière judiciaire, le statut de 2006 approfondit les compétences de la Généralité, dans des domaines comme la toxicologie, la délimitation des cours de justice et la justice de paix. Les pouvoirs des tribunaux catalans sont également élargis. Le Tribunal supérieur de justice de Catalogne (en catalan : Tribunal Superior de Justícia de Catalunya ou TSJC) devient l'organe suprême de la pyramide judiciaire en Catalogne. Il est souverain pour toute cause initiée en Catalogne. 
Cependant, le Tribunal constitutionnel enlève le 20 juin 2010 au Conseil de justice de Catalogne (en catalan : Consell de Justícia de Catalunya  ou CJC) la faculté de gouverner la justice en Catalogne. Il lui refuse également la possibilité de se prononcer dans le choix des personnes qui travaillent avec le Conseil général du pouvoir judiciaire, mais aussi des juges et des magistrats. Enfin, le Conseil de justice de Catalogne est de nouveau soumis aux décisions du Conseil général du pouvoir judiciaire.

### Système de financement
Les pouvoirs financiers de la Généralité sont élargis. La totalité des impôts perçus par la Généralité sont payés par les habitants de la Catalogne. En conséquence, la part des impôts et taxes perçus par la Généralité augmente, tandis que celle perçue par l'État espagnol diminue : 50 % de l'IRPF et de l'IVA, 58 % des impôts spéciaux et 100 % sur les autres impôts. La Généralité a d'ailleurs toute latitude normative sur les impôts perçus en Catalogne, alors qu'elle ne l'avait que sur l'IRPF et la partie minoritaire de l'IVA avant 2006.
Une Agence fiscale de Catalogne (Agència Tributària de Catalunya) est créée afin d'assurer la gestion, le prélèvement, la liquidation et l'inspection de tous les impôts propres à la Généralité et ceux qui lui sont confiés par l'État. Un consortium paritaire, composé à égalité de membres de l'agence d'État et de l'agence catalane, est également chargé de la gestion des autres impôts de l'État prélevés en Catalogne. Cet organisme devait agir durant deux ans, le temps que la gestion des impôts qui appartenaient à l'État soient transférés à la Généralité.
La Généralité joue également un rôle dans l'évaluation des politiques redistributives, dans le cadre de la politique de « solidarité entre les territoires ». Elle est chargée d'assurer un niveau similaire dans les domaines de l'éducation, de la santé et des autres services sociaux essentiels.
Enfin, la Généralité peut exiger que le taux des investissements de l'État espagnol en Catalogne soit égal ou même supérieur à la part du PIB de la Catalogne dans celui de l'Espagne. En effet, sur la période 1991-2005, les investissements de l'État en Catalogne représentaient 12 % du total, alors que la Catalogne représentait 16,5 % de la population et 18,8 % du PIB.
Cependant, à la suite de la décision du Tribunal constitutionnel, le 20 juin 2010, la Généralité perd la possibilité de légiférer librement pour les caisses d'épargne, mais aussi les organismes de crédit, de banque et d'assurances. Elle doit dans ces cas se soumettre aux lois espagnoles.

## Consultation d'autodétermination du 9 novembre 2014
Le 27 septembre 2014, le président catalan Artur Mas convoqua pour le 9 novembre une consultation d'autodétermination. Les deux questions posées étaient: « Voulez-vous que la Catalogne soit un État ? En cas de réponse affirmative, voulez-vous que cet État soit indépendant ? »

### Sources et bibliographie
- (ca)/(es) Cet article est partiellement ou en totalité issu des articles intitulés en catalan « Estatut d'Autonomia de Catalunya de 2006 » (voir la liste des auteurs) et en espagnol « Estatuto de autonomía de Cataluña de 2006 » (voir la liste des auteurs).
- Benjamin Pierre-Vantol, « Autonomie politique et réforme statutaire en Espagne : regards juridiques sur le blindage des compétences autonomes dans le nouveau statut de la Catalogne », VIIe Congrès français de droit constitutionnel, Association française de droit constitutionnel, 25, 26 et 27 septembre 2008.